# Ashes Tour 2005
Die Ashes Tour 2005 war die Tour der australischen Cricket-Nationalmannschaft in England, die die 63. Austragung der Ashes beinhaltete, und wurde zwischen dem 13. Juni und 12. September 2005 ausgetragen. Die Ashes Series 2005 selbst wurde in Form von fünf Testspielen zwischen England und Australien ausgetragen. Die Tour, die Bestandteil der internationalen Cricket-Saison 2005 war, beinhaltete neben der Testserie eine Reihe weiterer Spiele zwischen den beiden Mannschaften. Die Testserie wurde von England mit 2–1 gewonnen und die Twenty20-Serie mit 1–0, während Australien die ODI-Serie mit 2–1 gewann.

## Vorgeschichte
Beide Teams spielten zuvor ein Drei-Nationen-Turnier. Das letzte Aufeinandertreffen der beiden Mannschaften bei einer Tour fand in der Saison 2002/03 in Australien statt.

## Stadien
Die folgenden Stadien wurden für die Tour als Austragungsort vorgesehen und am 23. Juni 2004 bekanntgegeben.
| Stadion                     | Stadt       | Kapazität | Spiele          |
| --------------------------- | ----------- | --------- | --------------- |
| Edgbaston Cricket Ground    | Birmingham  | 24.803    | 2. Test         |
| Headingley Stadium          | Leeds       | 17.000    | 1. ODI          |
| The Oval                    | London      | 23.500    | 5. Test; 3. ODI |
| Lord’s Cricket Ground       | London      | 30.000    | 1. Test; 2. ODI |
| Old Trafford Cricket Ground | Manchester  | 19.000    | 3. Test         |
| Trent Bridge                | Nottingham  | 15.350    | 4. Test         |
| Rose Bowl                   | Southampton | 6.500     | 1. T20          |

## Kaderlisten
Australien benannte seine Kader am 5. April 2005.
England benannte seinen ODI-Kader am 4. Juli und seinen Test-Kader am 13. Juli 2005.
| Test | Test | ODI | ODI | Twenty20 | Twenty20 |
| England | Australien | England | Australien | England | Australien |
| --- | --- | --- | --- | --- | --- |
| - Michael Vaughan (K) - Ian Bell - Paul Collingwood - Andrew Flintoff - Ashley Giles - Stephen Harmison - Matthew Hoggard - Geraint Jones (wk) - Simon Jones - Kevin Pietersen - Andrew Strauss - Marcus Trescothick | - Ricky Ponting (K) - Michael Clarke - Adam Gilchrist (wk) - Jason Gillespie - Matthew Hayden - Michael Kasprowicz - Simon Katich - Justin Langer - Brett Lee - Glenn McGrath - Damien Martyn - Shaun Tait - Shane Warne | - Michael Vaughan (K) - Paul Collingwood - Andrew Flintoff - Ashley Giles - Darren Gough - Stephen Harmison - Simon Jones - Geraint Jones (wk) - Kevin Pietersen - Vikram Solanki - Andrew Strauss - Marcus Trescothick | - Ricky Ponting (K) - Michael Clarke - Adam Gilchrist (wk) - Jason Gillespie - Brad Haddin - Matthew Hayden - Mike Hussey - Michael Kasprowicz - Simon Katich - Brett Lee - Damien Martyn - Glenn McGrath - Andrew Symonds - Shane Watson | - Michael Vaughan (K) - Paul Collingwood - Andrew Flintoff - Darren Gough - Stephen Harmison - Geraint Jones (wk) - Jon Lewis - Kevin Pietersen - Vikram Solanki - Andrew Strauss - Marcus Trescothick | - Ricky Ponting (K) - Michael Clarke - Adam Gilchrist (wk) - Jason Gillespie - Matthew Hayden - Mike Hussey - Michael Kasprowicz - Brett Lee - Glenn McGrath - Damien Martyn - Andrew Symonds |

## Tour Matches
| 9. Juni Scorecard | Arundel | PCA Masters XI 167-6 (20)         | – | Australians 170-2 (19.5) |
|                   |         | Australians gewinnt mit 8 Wickets |   |                          |

| 11. Juni Scorecard | Leicester | Australians 321-4 (50)          | – | Leicestershire 226-8 (50) |
|                    |           | Australians gewinnt mit 95 Runs |   |                           |

| 15. – 17. Juli Scorecard | Leicester | Leicestershire 217 (55.2) & 363-5 (79.4) | – | Australians 582-7d (125) |
|                          |           | Remis                                    |   |                          |

| 30. Juli – 1. August Scorecard | Worcester | Australians 406-9d (98) & 161-2 (38) | – | Worcestershire 187 (44) |
|                                |           | Remis                                |   |                         |

| 18. August Scorecard | Edinburgh | Schottland | – | Australians |
|                      |           | Abgesagt   |   |             |

| 20. – 21. August Scorecard | Northampton | Australians 374-6d (96) & 226-2 (58) | – | Northamptonshire 169 (50.1) |
|                            |             | Remis                                |   |                             |

| 3. – 4. September | Chelmsford | Essex 502-4d (105) | – | Australians 561-6 (95) |
|                   |            | Remis              |   |                        |

## Twenty20 International in Southampton
| 13. Juni Scorecard | Southampton | England 179-8 (50)           | – | Australien 79 (14.3) |
|                    |             | England gewinnt mit 100 Runs |   |                      |

## One-Day Internationals

### Erstes ODI in Leeds
| 7. Juli Scorecard | Leeds | Australien 219-7 (50)         | – | England 196-9 (46) |
|                   |       | England gewinnt mit 9 Wickets |   |                    |

### Zweites ODI in London
| 10. Juli Scorecard | London (Lord’s) | England 223-8 (50)               | – | Australien 224-3 (44.2) |
|                    |                 | Australien gewinnt mit 7 Wickets |   |                         |

### Drittes ODI in London
| 12. Juli Scorecard | London (The Oval) | England 228-7 (50)               | – | Australien 229-2 (34.5) |
|                    |                   | Australien gewinnt mit 8 Wickets |   |                         |

## Tests

### Erster Test in London
| 21. – 24. Juli Scorecard | London (Lord’s) | Australien 190 (40.2) & 384 (100.4) | – | England 155 (48.1) & 180 (58.1) |
|                          |                 | Australien gewinnt mit 239 Runs     |   |                                 |

### Zweiter Test in Birmingham
| 4. – 7. August Scorecard | Birmingham | England 407 (79.2) & 182 (52.1) | – | Australien 308 (76) & 279 (64.3) |
|                          |            | England gewinnt mit 2 Runs      |   |                                  |

### Dritter Test in Manchester
| 11. – 15. August Scorecard | Manchester | England 444 (113.2) & 280 (61.5) | – | Australien 302 (84.5) & 371-9 (108) |
|                            |            | Remis                            |   |                                     |

### Vierter Test in Nottingham
| 25. – 28. August Scorecard | Nottingham | England 477 (123.1) & 129-7 (31.5) | – | Australien 218 (49.1) & 387 (124) (f/o) |
|                            |            | England gewinnt mit 3 Wickets      |   |                                         |

### Fünfter Test in London
| 8. – 12. September Scorecard | London (The Oval) | England 373 (105.3) & 335 (91.3) | – | Australien 367 (107.1) & 4-0 (0.4) |
|                              |                   | Remis                            |   |                                    |

Damit gewann England erstmals seit 19 Jahren, als sie die Ashes 1986/87 gewannen, und nach acht Niederlagen in Folge wieder Ashes.

## Statistiken
Die folgenden Cricketstatistiken wurden bei dieser Tour erzielt.
| Tests              | Tests      | Tests   | Tests   | Tests   | Tests   | Tests   | Tests   | Tests   |
| Batting            | Batting    | Batting | Batting | Batting | Batting | Batting | Batting | Batting |
| Spieler            | Mannschaft | Spiele  | Innings | Runs    | Average | HS      | 100s    | 50s     |
| ------------------ | ---------- | ------- | ------- | ------- | ------- | ------- | ------- | ------- |
| Kevin Pietersen    | England    | 5       | 10      | 473     | 52,55   | 158     | 1       | 3       |
| Marcus Trescothick | England    | 5       | 10      | 431     | 43,10   | 90      | 0       | 3       |
| Andrew Flintoff    | England    | 5       | 10      | 402     | 40,20   | 102     | 1       | 3       |
| Justin Langer      | Australien | 5       | 10      | 394     | 43,77   | 105     | 1       | 2       |
| Andrew Strauss     | England    | 5       | 10      | 393     | 39,30   | 129     | 2       | 0       |
| Bowling            |            |         |         |         |         |         |         |         |
| Spieler            | Mannschaft | Spiele  | Overs   | Wickets | Average | BBI     | 5W      | 10W     |
| Shane Warne        | Australien | 5       | 252.5   | 40      | 19,92   | 6/46    | 3       | 2       |
| Andrew Flintoff    | England    | 5       | 194     | 24      | 27,29   | 5/78    | 1       | 0       |
| Brett Lee          | Australien | 5       | 191.1   | 20      | 41,10   | 4/82    | 0       | 0       |
| Glenn McGrath      | Australien | 3       | 134     | 19      | 23,15   | 5/53    | 2       | 0       |
| Simon Jones        | England    | 4       | 102     | 18      | 21,00   | 6/53    | 0       | 0       |

| ODIs               | ODIs       | ODIs    | ODIs    | ODIs    | ODIs    | ODIs    | ODIs    | ODIs    |
| Batting            | Batting    | Batting | Batting | Batting | Batting | Batting | Batting | Batting |
| Spieler            | Mannschaft | Spiele  | Innings | Runs    | Average | HS      | 100s    | 50s     |
| ------------------ | ---------- | ------- | ------- | ------- | ------- | ------- | ------- | ------- |
| Adam Gilchrist     | Australien | 3       | 3       | 192     | 96,00   | 121*    | 1       | 0       |
| Ricky Ponting      | Australien | 3       | 3       | 168     | 56,00   | 111     | 1       | 0       |
| Marcus Trescothick | England    | 3       | 3       | 118     | 59,00   | 104*    | 1       | 0       |
| Damien Martyn      | Australien | 3       | 3       | 106     | 106,00  | 43      | 0       | 0       |
| Andrew Flintoff    | England    | 3       | 2       | 92      | 46,00   | 87      | 0       | 1       |
| Bowling            |            |         |         |         |         |         |         |         |
| Spieler            | Mannschaft | Spiele  | Overs   | Wickets | Average | BBI     | 5W      | 10W     |
| Brett Lee          | Australien | 3       | 29      | 6       | 22,50   | 5/41    | 1       | 0       |
| Paul Collingwood   | England    | 3       | 17      | 4       | 16,25   | 4/34    | 0       | 0       |
| Michael Kasprowicz | Australien | 2       | 20      | 4       | 21,50   | 2/40    | 0       | 0       |
| Jason Gillespie    | Australien | 3       | 27      | 3       | 50,66   | 3/44    | 0       | 0       |
| Ashley Giles       | England    | 3       | 20      | 2       | 51,00   | 1/38    | 0       | 0       |
| Darren Gough       | England    | 3       | 20.2    | 2       | 65,00   | 1/37    | 0       | 0       |
| Andrew Flintoff    | England    | 3       | 27      | 2       | 66,00   | 1/44    | 0       | 0       |
| Steve Harmison     | England    | 3       | 29.5    | 2       | 84,00   | 2/39    | 0       | 0       |

| Twenty20           | Twenty20   | Twenty20 | Twenty20 | Twenty20 | Twenty20 | Twenty20 | Twenty20 | Twenty20 |
| Batting            | Batting    | Batting  | Batting  | Batting  | Batting  | Batting  | Batting  | Batting  |
| Spieler            | Mannschaft | Spiele   | Innings  | Runs     | Average  | HS       | 100s     | 50s      |
| ------------------ | ---------- | -------- | -------- | -------- | -------- | -------- | -------- | -------- |
| Paul Collingwood   | England    | 1        | 1        | 46       | 46,00    | 46       | 0        | 0        |
| Marcus Trescothick | England    | 1        | 1        | 41       | 41,00    | 41       | 0        | 0        |
| Kevin Pietersen    | England    | 1        | 1        | 34       | 34,00    | 34       | 0        | 0        |
| Jason Gillespie    | Australien | 1        | 1        | 24       | 24,00    | 24       | 0        | 0        |
| Geraint Jones      | England    | 1        | 1        | 19       | 19,00    | 19       | 0        | 0        |
| Bowling            |            |          |          |          |          |          |          |          |
| Spieler            | Mannschaft | Spiele   | Overs    | Wickets  | Average  | BBI      | 5W       | 10W      |
| Jon Lewis          | England    | 1        | 4        | 4        | 6,00     | 4/24     | 0        | 0        |
| Darren Gough       | England    | 1        | 3        | 3        | 5,33     | 3/16     | 0        | 0        |
| Glenn McGrath      | Australien | 1        | 4        | 3        | 10,33    | 3/31     | 0        | 0        |
| Paul Collingwood   | England    | 1        | 2        | 2        | 4,00     | 2/8      | 0        | 0        |
| Andrew Symonds     | Australien | 1        | 3        | 2        | 7,00     | 2/14     | 0        | 0        |

## Player of the Series
Als Player of the Series wurden die folgenden Spieler ausgezeichnet.
| Serie | Player of the Series        |
| ----- | --------------------------- |
| Test  | Andrew Flintoff Shane Warne |
| ODI   | Ricky Ponting               |

### Player of the Match
Als Player of the Match wurden die folgenden Spieler ausgezeichnet.
| Spiel   | Player of the Match |
| ------- | ------------------- |
| 1. T20  | Kevin Pietersen     |
| 1. ODI  | Marcus Trescothick  |
| 2. ODI  | Brett Lee           |
| 3. ODI  | Adam Gilchrist      |
| 1. Test | Glenn McGrath       |
| 2. Test | Andrew Flintoff     |
| 3. Test | Ricky Ponting       |
| 4. Test | Andrew Flintoff     |
| 5. Test | Kevin Pietersen     |